# Very high frequency
| Radiospectrum   | Radiospectrum   |
| --------------- | --------------- |
|                 | 3 Hz 100.000 km |
| ELF             |                 |
| 30 Hz 10.000 km |                 |
| SLF             |                 |
| 300 Hz 1.000 km |                 |
| ULF             |                 |
| 3 kHz 100 km    |                 |
| VLF             |                 |
| 30 kHz 10 km    |                 |
| LF (LW)         |                 |
| 300 kHz 1 km    |                 |
| MF (MW)         |                 |
| 3 MHz 100 m     |                 |
| HF (SW)         |                 |
| 30 MHz 10 m     |                 |
| VHF             |                 |
| 300 MHz 1 m     |                 |
| UHF             |                 |
| 3 GHz 100 mm    |                 |
| SHF             |                 |
| 30 GHz 10 mm    |                 |
| EHF             |                 |
| 300 GHz 1 mm    |                 |
|                 |                 |

Met very high frequency of VHF worden frequenties in het radiospectrum aangeduid tussen 30,0 en 299,9 MHz. De radiogolven hebben een golflengte van 1 m tot 10 m en worden daarom ook wel metergolf genoemd. Een andere benaming voor deze frequenties is ultrakortegolf, in het Duits aangeduid als UKW (voor Ultrakurzwelle). Dit moet echter niet verward worden met ultra-high frequency (UHF), de band die een stap hoger ligt dan VHF.

## Propagatie
Propagatie van VHF-frequenties verloopt in principe rechtstreeks. Van propagatie als grondgolf is geen of nauwelijks merkbaar sprake, net als op (de hogere delen van) de HF-band. Daarom is het bereik in principe beperkt tot zichtafstand: de antennes moeten binnen elkaars gezichtsveld staan. Door de kromming van de Aarde is het bereik hierdoor beperkt, want als de afstand te groot wordt verdwijnen beide antennes achter elkaars horizon. Daarom geldt hoe hoger de antennes zijn, hoe verder het bereik. Voor twee auto's zal het bereik meestal onder de 20 km blijven, maar wanneer gebruik wordt gemaakt van een hoge toren, zoals de Gerbrandytoren in IJsselstein voor de FM-band, dan zijn veel grotere afstanden mogelijk.
Het bereik van een VHF- en ook UHF-verbinding (in kilometer) is 3,57 maal de som van de wortels van beide antennehoogtes in meters. De uitkomst is in kilometers.
{\displaystyle S(h_{1},h_{2})=3{,}57\times ({\sqrt {h_{1}}}+{\sqrt {h_{2}}})}
Waarin:
{\displaystyle S} = Maximale zichtafstand in kilometer
{\displaystyle h_{1}} = Antennehoogte van station 1 in meter
{\displaystyle h_{2}} = Antennehoogte van station 2 in meter
Nemen we bijvoorbeeld de Gerbrandytoren in IJsselstein met een hoogte van 372 meter, en een ontvangstantenne met een hoogte van 20 meter, dan is de maximale afstand hiertussen 85 km:
{\displaystyle S=3{,}57\times ({\sqrt {372}}+{\sqrt {20}})\approx 3{,}57\times (19{,}3+4{,}5)\approx 85}
In principe dringen VHF-golven door de ionosfeer heen en is dus geen ruimtegolfpropagatie mogelijk zoals bij HF. In uitzonderlijke gevallen kunnen echter in de zomer kortstondig zeer sterk geïoniseerde gebieden optreden in de E-laag van de ionosfeer, waardoor VHF-golven ook teruggebogen kunnen worden. Dit wordt Sporadische E-propagatie genoemd. Hierdoor wordt ontvangst van VHF-signalen mogelijk op grote afstanden, en is het bijvoorbeeld mogelijk FM- of tv-stations uit andere delen van Europa te ontvangen in Nederland en België, en in enkele gevallen zelfs van de andere kant van de Atlantische Oceaan. Zulke propagatiemogelijkheden zijn echter weinig betrouwbaar aangezien ze zelden langer dan een uur aanhouden, en zijn dan ook vooral voor hobbyisten interessant.

## Radio en televisie
De VHF-frequenties zijn onderverdeeld in drie banden, die elk een eigen toepassing hebben:
- Band I (47,0- 68,0 MHz): voormalig analoog tv-kanaal 2, 3 & 4
- Band II (87,5-108,0 MHz): wereldwijde FM-omroep
- Band III (174,0-230,0 MHz): voormalig analoog tv-kanaal 5, 6, 7, 8, 9, 10, 11 & 12 (nu voor digitale radio)

FM-omroep is de bekendste toepassing van VHF-frequenties.

## Maritieme communicatie
Binnen de maritieme sector wordt de VHF-band gebruikt om schepen in kust- en binnenwateren te begeleiden en in noodgevallen te bereiken. Schepen die minder dan 60 km uit de kust varen, moeten volgens de regels van SOLAS voorzien zijn van een VHF-zender, ook wel marifoon genoemd. Het bereik (voor een gemiddeld schip) is ongeveer 30 zeemijl (55 km). In het meest vlakke Nederland en België moet de binnenvaart overigens met gereduceerd vermogen en een maximale antennehoogte van 12 m werken.
Een aantal VHF-kanalen is voor speciaal gebruik gereserveerd.
- Kanaal 6 & 8: nautisch verkeer tussen schepen op zee onderling (intership)
- kanaal 10: nautisch verkeer voor de Rijn- en binnenwateren met een beperking van 0,5 tot 1,0 W
- Kanaal 13: nautisch verkeer voor de scheepvaart op zee, uitsluitend voor de coördinatie van scheepsbewegingen en veilige navigatie. In gebieden waarvoor de kapitein dat noodzakelijk acht, dient men dit kanaal ononderbroken op het gehoor te houden.
- Kanaal 16: de afwikkeling van nood-, spoed en veiligheidsverkeer
- Kanaal 15 & 17: onboard (intraship) communications (communicatie tussen mensen op een schip)
- Kanaal 31: op Nederlandse binnenwateren voor jachthavens (marinakanaal)
- Kanaal 67: on-scene communications (de berichtgeving ter plaatse van een calamiteit)
- Kanaal 70: DSC-alarmering en overige DSC-aanroepen. In marifoons zonder DSC moet dit kanaal geblokkeerd zijn.
- Kanaal 72: sociaal verkeer en bergings- en sleepwerkzaamheden (in Nederland)
- Kanaal 73: communicatie in verband met milieuverontreiniging
- Kanaal 77: sociaal verkeer (in Nederland)
- Kanaal 82: bunkeren en proviandering (in Nederland)
- Kanaal 88: wordt in Nederland gebruikt voor tijdelijke nautische evenementen

Het kustwachtcentrum in Den Helder bewaakt 24 uur per dag kanaal 16 en fungeert als landelijk meld- en informatiepunt o.a. voor rampenbestrijding, hulpverlening en opsporings- en reddingsactiviteiten. Kanaal 23 en 83 worden door de Nederlandse kustwacht gebruikt als werkkanaal.
Alle maritieme frequenties zijn te vinden in de Regeling gebruik van frequentieruimte zonder vergunning 2008, Bijlage 11, maritiemmobiele communicatie. Het Agentschap Telecom is toezichthouder op het juiste gebruik van (onder andere) maritiem frequentiegebruik.

## Civiele en militaire communicatie
Het gebied tussen 108,1 en 138,0 MHz (net boven de FM-omroepband) is gereserveerd voor luchtvaartcommunicatie. Het gedeelte van 108,1 en 118,0 MHz wordt gebruikt voor radionavigatie met de VOR- en ILS-systemen. Het resterende gedeelte, 118,1-138,0 MHz, is voor communicatie met de luchtverkeersleiding en maakt gebruik van spraak in AM. De frequentie 121,5 MHz is gereserveerd voor noodoproepen.
Daarnaast bevindt zich rond 70 MHz een band voor communicatie in taxi's. De band van 30,1 tot 65,0 MHz is gereserveerd voor militair gebruik.
Rond 80,0 MHz bevindt zich in Nederland een band voor politiecommunicatie. In België is dit 159,0 MHz en 164,0 MHz (voor 2004 en inmiddels C2000 in Nederland en A.S.T.R.I.D. in België).

## Radioamateurs
Het VHF-gebied bevat een aantal banden voor radioamateurs:
- 50,0-52,0 MHz (6 m)
- 70,0-70,5 MHz (4 m)
- 144,0-146,0 MHz (2 m)

radiogolf · lange golf · middengolf · korte golf · very high frequency (ultrakorte golf) · ultra-high frequency · microgolf · infrarood · zichtbaar licht · ultraviolet · röntgenstraling · gammastraling

Kleuren van de regenboog: rood · oranje · geel · groen · cyaan · blauw · indigo · violet